# Horst Heckelsmüller
Horst Heckelsmüller (* 3. Januar 1958) ist ein ehemaliger deutscher Eishockeyspieler, der für den ESV Kaufbeuren in der Eishockey-Bundesliga und für die deutsche Eishockeynationalmannschaft spielte.

## Karriere
Schon als Nachwuchsspieler beim ESV Kaufbeuren machte Horst Heckelsmüller auf sich aufmerksam und stand bei der Junioren-Weltmeisterschaft 1977 und 1978 im deutschen Kader. So war es auch nicht verwunderlich, dass er bereits mit 18 Jahren für den ESV Kaufbeuren in der 2. Bundesliga spielte. In den 1980er Jahren etablierten sich die Kaufbeurer in der höchsten deutschen Spielklasse und Heckelsmüller erzielte an der Seite von Dieter Hegen von der Saison 1980/81 bis zur Saison 1985/86 sechs Mal in Folge über 20 Tore. Damit zählte er zu den erfolgreichsten deutschen Spielern dieser Jahre. Erst mit 27 Jahren kam er zu seinem Debüt in der Nationalmannschaft, mit der er in Prag bei der Eishockey-Weltmeisterschaft 1985 spielte. Insgesamt absolvierte er 19 Länderspiele für Deutschland, in denen er zwei Tore und vier Assists erzielte.
Zum Ende seiner Karriere zog es ihn noch für eine Saison zum Grefrather EC in die Oberliga. Insgesamt erzielte Heckelsmüller 463 Scorerpunkte, davon 243 Tore und 220 Vorlagen, in 460 Bundesliga-Partien. Nach seiner aktiven Karriere arbeitete er für die Stadt Kaufbeuren als Betriebsleiter der Kaufbeurer Bäder, parallel dazu war er als Nachwuchstrainer beim ESVK aktiv.